# Creodonts
Els creodonts (Creodonta) són un ordre extint de mamífers que visqueren entre el Paleocè i el Miocè. Comparteixen un avantpassat comú amb els carnívors.
Foren un grup important de mamífers carnívors entre fa 55 i 35 milions d'anys als ecosistemes d'Àfrica, Euràsia i Nord-amèrica. Eren el grup depredador dominant en l'Oligocè d'Àfrica. Competiren amb els mesoníquids i entelodonts i acabaren superant-los a principi de l'Oligocè i a mitjans del Miocè, respectivament, però foren superats pels carnívors. L'últim gènere s'extingí fa 8 milions d'anys i els carnívors ocupen actualment els seus nínxols ecològics.
Tot i tenir-hi un avantpassat comú, es diferencien dels carnívors per la seva morfologia. Tenien el cervell més petit i l'embolcall ossi de l'orella mitjana hi és absent. També la dentadura era diferent. Si als carnívors les dents carnisseres són formades per la quarta premolar superior i la primera molar inferior, als creodonts aquest paper el jugaven la segona molar superior i la segona o tercera molar inferior. Per contra, tenien en comú amb els carnívors les canines ben desenvolupades i unes urpes potents.